# One Shot '90 Volume 2
Le migliori canzoni degli anni '90 in questo album della collana One Shot dalla Universal Music.

## One Shot '90 Volume 2
| Traccia | Artista                      | Titolo                                  | Durata |
| ------- | ---------------------------- | --------------------------------------- | ------ |
| 1       | Everything but the Girl      | Missing (Todd Terry Club Mix)           | 4.56   |
| 2       | 4 Non Blondes                | What's Up?                              | 4.55   |
| 3       | P.M. Dawn                    | Set Adrift on Memory Bliss              | 4.10   |
| 4       | Crash Test Dummies           | Mmm Mmm Mmm Mmm                         | 3.53   |
| 5       | Lisa Stansfield              | All Around the World                    | 4.26   |
| 6       | Youssou N'Dour, Neneh Cherry | 7 Seconds                               | 5.01   |
| 7       | Banderas                     | This Is Your Life                       | 4.33   |
| 8       | The Connells                 | '74-'75                                 | 4.36   |
| 9       | Stereo MCs                   | Connected                               | 5.11   |
| 10      | Double You                   | Please Don't Go                         | 3.16   |
| 11      | Boyzone                      | Baby Can I Hold You                     | 3.14   |
| 12      | Dr. Alban                    | It's My Life                            | 3.59   |
| 13      | Bobby Brown                  | Two Can Play That Game (Classics Remix) | 3.30   |
| 14      | Take That                    | Back for Good                           | 4.00   |
| 15      | Whigfield                    | Saturday Night                          | 4.06   |
| 16      | Michael Learns to Rock       | Someday                                 | 4.04   |
| 17      | Soul II Soul                 | Keep On Movin                           | 3.37   |
| 18      | Sinead O'Connor              | Nothing Compares 2 U                    | 5.12   |